# نواه شوارتز
نواه شوارتز (بالإنجليزية: Noah Schwartz)‏ هو لاعب بوكر أمريكي، ولد في 1 أغسطس 1983 في ميامي بيتش في الولايات المتحدة.